# 4653 Tommaso
A 4653 Tommaso (ideiglenes jelöléssel 1976 GJ2) a Naprendszer kisbolygóövében található aszteroida. Nyikolaj Sztyepanovics Csernih fedezte fel 1976. április 1-jén.